# اللص والكلاب (مسلسل 1975)
 اللص والكلاب  مسلسل في 13 حلقة. أخرجه المخرج المصري إبراهيم الصحن عام 1975 ومن إنتاج مؤسسة الخليج للأعمال الفنية التي كانت تابعة لتلفزيون دبي. استند محسن زايد في كتابة نص المسلسل على قصة الروائي المصري نجيب محفوظ تحمل نفس الاسم.
تم التصوير في تلفزيون دبي. والمسلسل كان باكورة الإنتاج الدرامي في دبي وهو من بطولة رجاء حسين، وعزت العلايلي بدور سعيد مهران. وشاركت في الملسلسل أيضا الممثلة محسنة توفيق والممثل حمدي أحمد ومحمد السبع.